# Bostrychopsebium erythraeense
Bostrychopsebium erythraeense là một loài bọ cánh cứng trong họ Cerambycidae.